# مقاطعة ربنة

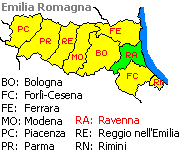
خريطة مقاطعة ربنة

مقاطعة ربنة أو رَفينة أو رَفينا أو (نقحرة: رافينا) (بالإيطالية: Provincia di Ravenna)‏، مقاطعة شمال إيطاليا في إقليم إميليا رومانيا عاصمتها مدينة ربنة، عدد سكانها 365.369 نسمة ومساحتها 1858 كيلومتر مربع وبها 18 مدينة وبلدة، تحدها شمالا مقاطعة مودِنا، وغربا مقاطعة بولونيا، وجنوبا إقليم تُسكانا (عند مقاطعة فلورنسا) ومقاطعة فورلي تشيزينا، تطل شرقا على بحر البنادقة.

## أهم المدن
| المدينة | الاسم بالإيطالية | السكان  |
| ------- | ---------------- | ------- |
| ربنة    | Ravenna          | 147,654 |
| فاينزا  | Faenza           | 54,900  |
| لوغو    | Lugo             | 31,902  |
| تشرفيا  | Cervia           | 26,892  |

## توأمة
لمقاطعة ربنة اتفاقيات توأمة مع:
- سكسارد (1996 - )[5]